# Getal van Boussinesq
Het getal van Boussinesq ({\displaystyle B}) is een dimensieloos getal dat de verhouding weergeeft tussen de kracht ten gevolge van impuls en de gravitatie.
{\displaystyle B={v \over {\sqrt {2gR}}}}
Daarin is:
{\displaystyle v} de snelheid  [m s−1]
{\displaystyle g} de gravitatie  [m s−2]
{\displaystyle R} de hydraulische straal  [m]
Het getal is genoemd naar Joseph Boussinesq (1842-1929).